# شنکا
شنکا (به انگلیسی: Shinka) یک روستا در پاکستان است که در ناحیه اتک واقع شده‌است. شنکا ۳٬۴۰۰ نفر جمعیت دارد و ۱۰ متر بالاتر از سطح دریا واقع شده‌است.